# Dalibor C. Vačkář
Dalibor C. Vačkář (vlastním jménem Dalibor Vačkář; pseudonymy: Pip Faltys, Petr Filip, Tomáš Martin Karel Raymond, Dalibor C. Faltis) (19. září 1906, Korčula – 21. října 1984, Praha) československý hudební skladatel, scenárista, dramaturg a spisovatel.

## Životopis
Byl synem houslisty, trumpetisty, hudebního skladatele a spisovatele Václava Vačkáře. Matka pocházela z herecké rodiny. Studoval na gymnáziu v Praze na Vinohradech. Po maturitě vstoupil na Pražskou konzervatoř, kde v letech 1923–1929 studoval hru na housle u Rudolfa Reissiga a skladbu u Otakara Šína. Dále pokračoval ve studiu mistrovskou školu, ve hře na housle u Karla Hoffmanna a ve skladbě u Josefa Suka. V dirigování byl žákem Otakara Ostrčila.
Zpočátku neměl stálé zaměstnání. Věnoval se koncertní činnost a krátce dirigoval orchestr Tylova divadla v Nuslích. Působil v Orchestru Jaroslava Ježka v Osvobozeném divadle. V letech 1934–1945 byl houslistou Symfonického orchestru Československého rozhlasu. Po osvobození se v roce 1945 stal filmovým dramaturgem a scenáristou. Po roce 1947 se věnoval dráze svobodného umělce: hudebního skladatele a spisovatele. Kromě mnoha hudebních děl napsal několik básnických sbírek a divadelních her. Jeho hry se hrály s úspěchem i na scéně Národního divadla. Společně s E. F. Burianem zdramatizoval Strašidlo cantervillské Oscara Wilda.
Pro svou různorodou činnost používal řadu pseudonymů. Pro zábavnou a taneční hudbu užíval jmen Pip Faltys, Petr Filip nebo Tomáš Martin. Publikace, scénáře, divadelní hry a pod. psal pod jménem Dalibor C. Faltis, které převzal po své matce.
Vačkář byl od roku 1957 veden v seznamech StB jako agent pod číslem 549423 s krycím jménem BOREK.
Dne 17. září 1966, při příležitosti šedesátých narozenin, byl Dalibor C. Vačkář za své celoživotní skladatelské a hudebně kritické dílo jmenován zasloužilým umělcem.
Zemřel v Praze 21. října 1984 a je pochován na Vinohradském hřbitově.

## Výběr z díla

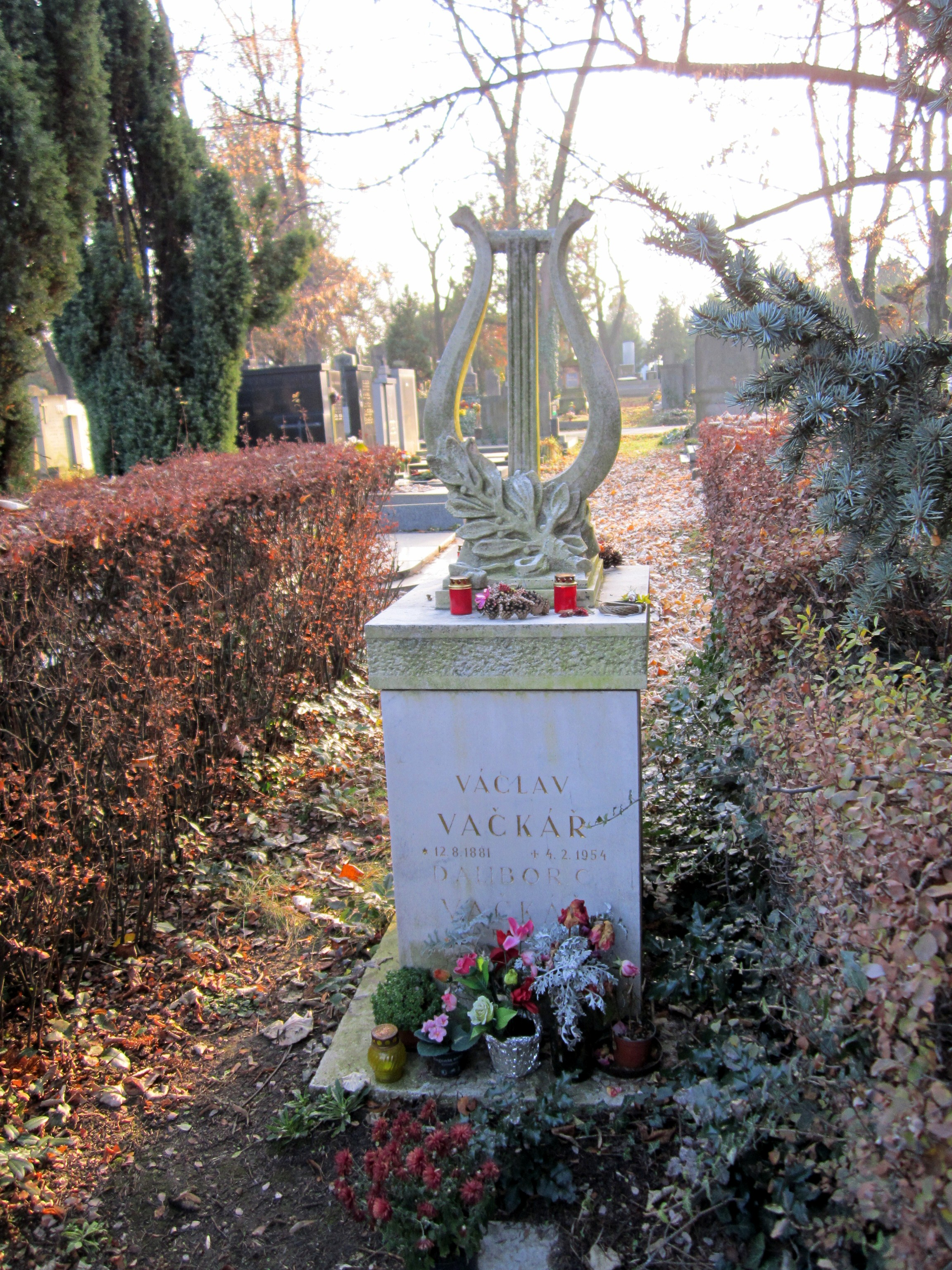
Rodinný hrob na Vinohradském hřbitově

### Komorní skladby
- Klavírní trio Jaro – 1938
- Dialogues pro sólovou violu – 1961
- Oblouk – Fantazie na Schubertovo téma pro klavír – 1962
- Listy z deníku pro fagot a klavír – 1968

### Orchestrální skladby
- Symfonie č. 1 D-dur op. 29 "Optimistická" (1941)
- Symfonie č. 2 „Země vyvolená“ (s altovým sólem a sborem, slova František Hrubín, Jaroslav Seifert, Viktor Dyk)
- Symfonie č. 3 „Smoking symphony“ (1948)
- Symfonie č. 4 „Symfonie míru“ (1950)
- Symfonie č. 5 "Pro juventute" (1983)
- Apelatio pro ženský sbor a orchestr (1970)
- Symfonietta pro lesní roh, klavír a orchestr (1951)
- Preludium a proměny (1953)
- Symfonietta č. 2 (1975) k 40. výročí osvobození Československa
- Extempore 84 (1984)

### Koncertantní skladby
- Houslový koncert op. 11 (absolventská práce, 1931)
- 2. houslový koncert C-dur (1958)
- Český koncert pro klavír (1953)
- Koncert pro fagot a smyčce (1962)
- Koncert pro trubku s doprovodem bicích a kláves (1963)
- Musica concertante (1971)

### Vokální skladby
- Chudobky (Deset písní pro bicí nástroje, 1943)
- Písničky k šití pro dívčí sbor s klavírem – 1950 (text: Jaroslav Seifert) a mnoho dalších.

Nevyhnul se ani komponování dobových masových a pionýrských písní a pochodů.

### Balety
- Švanda dudák (libreto: J. Rey, 1950)
- Sen noci svatojánské (1955–1957)

### Filmová tvorba
- Nejlepší ženská mého života (1968)
- Alibi na vodě (1965)
- Hvězda zvaná Pelyněk (1964)
- Kde alibi nestačí (1961)
- Partyzánská stezka (1959)
- Slečna od vody (1959)
- Nezlob, Kristino (1956)
- Roztržka (1956)
- Anděl na horách (1955)
- Expres z Norimberka (1953)
- Tajemství krve (1953)
- Dovolená s Andělem (1952)
- Pyšná princezna (1952)
- Milujeme (1951)
- Malý partyzán (1950)
- Divá Bára (1949)
- DS - 70 nevyjíždí (1949)
- Dvaasedmdesátka (1948)
- O ševci Matoušovi (1948)
- Alena (1947)
- Nerozumím (1947)
- Podobizna (1947)
- V horách duní (1946)
- Píseň lásky (1940)

### Divadelní hry
- Veronika (také jako předloha libreta opery Rafaela Kubelíka)
- Stanice Gordian
- Mraky na nebesích
- Chodská nevěsta (předloha libreta opery Rafaela Kubelíka dochované pouze v náčrtu)
- Piráti
- Cornelia Faroli (původně Tizian), libreto opery Rafaela Kubelíka, 1966